# Eustigmaeus manapouriensis
Eustigmaeus manapouriensis é uma espécie de aranha pertencente à família Stigmaeidae.